# امیلی والنسیانو
امیلی والنسیانو (انگلیسی: Emilie Valenciano؛ زادهٔ ۱۵ فوریهٔ ۱۹۹۷) بازیکن فوتبال اهل کاستاریکا است.
وی همچنین در تیم ملی فوتبال زنان کاستاریکا بازی کرده‌است.